# Lyons (Nova York)
Lyons és una població dels Estats Units a l'estat de Nova York. Segons el cens del 2000 tenia 3.695 habitants.

## Demografia
Segons el cens del 2000, Lyons tenia 3.695 habitants, 1.500 habitatges, i 906 famílies. La densitat de població era de 351,4 habitants/km².
Dels 1.500 habitatges en un 29,9% hi vivien nens de menys de 18 anys, en un 41,1% hi vivien parelles casades, en un 15% dones solteres, i en un 39,6% no eren unitats familiars. En el 32,3% dels habitatges hi vivien persones soles el 13,8% de les quals corresponia a persones de 65 anys o més que vivien soles. El nombre mitjà de persones vivint en cada habitatge era de 2,42 i el nombre mitjà de persones que vivien en cada família era de 3,05.
Per edats la població es repartia de la següent manera: un 26,2% tenia menys de 18 anys, un 8,1% entre 18 i 24, un 27,2% entre 25 i 44, un 22,9% de 45 a 60 i un 15,6% 65 anys o més.
L'edat mediana era de 38 anys. Per cada 100 dones de 18 o més anys hi havia 87,3 homes.
La renda mediana per habitatge era de 36.466 $ i la renda mediana per família de 45.781 $. Els homes tenien una renda mediana de 30.750 $ mentre que les dones 25.548 $. La renda per capita de la població era de 16.526 $. Entorn del 7,6% de les famílies i l'11,9% de la població estaven per davall del llindar de pobresa.